# Neomochtherus aegaeus
Neomochtherus aegaeus är en tvåvingeart som beskrevs av Tsacas 1965. Neomochtherus aegaeus ingår i släktet Neomochtherus och familjen rovflugor. Inga underarter finns listade i Catalogue of Life.